# 秋田市立川添小学校
秋田市立川添小学校（あきたしりつ かわぞえしょうがっこう、Akita City Kawazoe Elementary School）は、秋田県秋田市雄和椿川にあった公立小学校。学校区は、秋田市南部、おおむね、雄物川東岸地域であった。  

## 概要
1874年創立の伝統校。旧ミネソタ州立大学秋田校の子弟などを受け入れていた。2016年に秋田市立雄和小学校に統合された。
- 敷地面積：m2
- 校舎面積：m2
- 屋内運動場面積：m2
- 屋外運動場面積:  m2

## 教育目標
- 心ゆたかで たくましく かしこい子ども
  - 郷土を愛し、思いやりのある子ども（やさしく）
  - 心も体も健康でたくましい子ども（たくましく）
  - 自ら考え、進んで表現できる子ども（かしこく）

## 沿革
以下、注釈の無い項目は学校の公式サイトの情報によるもの。
- 1874年　椿川小学校として椿川字椿台（大和田胤禄氏の住所）に創立
- 1879年　下黒瀬分校を置く
- 1881年　椿川字川端（渡辺長七氏宅）に移転
- 1884年　田草川分校｛河東学校（田草川字本田），芝野学校（芝野新田）を合併｝設置
- 1895年　下黒瀬小学校を合併
- 1901年　 川添尋常小学校と改称（田草川小学校を合併）、椿川字鹿野戸長者屋敷38-1に新校舎建築
- 1927年　下黒瀬尋常小学校併設
- 1941年 川添国民学校と改称
- 1947年 川添村立川添小学校と改称
- 1957年 雄和村立川添小学校と改称（町村合併）
- 1971年 長者山にスキー場開設
- 1972年 雄和町立川添小学校と改称（町制施行）
- 1974年　創立100周年記念式典を挙行
- 1988年　川添小に清水FC山田隆裕、土橋正樹、名波浩が来校、試合をする[3]。
- 1988年　女子ミニバスケットボール部全県優勝，全国準優勝
- 1990年　女子ミニバスケットボール部全県優勝、外国人の児童が編入学
- 1991年　ＡＢＣ（英会話）クラブを開設
- 1992年　国際学級を設置　母国語教室開設（毎週水曜日）
- 1993年　セントクラウド市長来校　セントジョーンズ少年合唱団来校
- 2001年　ワールドゲームズの総合開会式に全校児童参加
- 2005年　秋田市・河辺町・雄和町合併記念日（11日）式典アトラクションに児童出演（新秋田音頭）

## 校歌
- 秋田市役所のページを参照
- 作詞:中川正男　作曲:小野崎晋三

## スポーツ少年団
- 野球
- サッカー
- バスケットボール

## 主な進学先
- 秋田市立雄和中学校

## 最寄駅
- 和田駅

## アクセス
- 高尾ハイヤー 秋田市マイタウン・バス　雄和市民サービスセンター方面　旧川添小学校前下車

## 学区内周辺

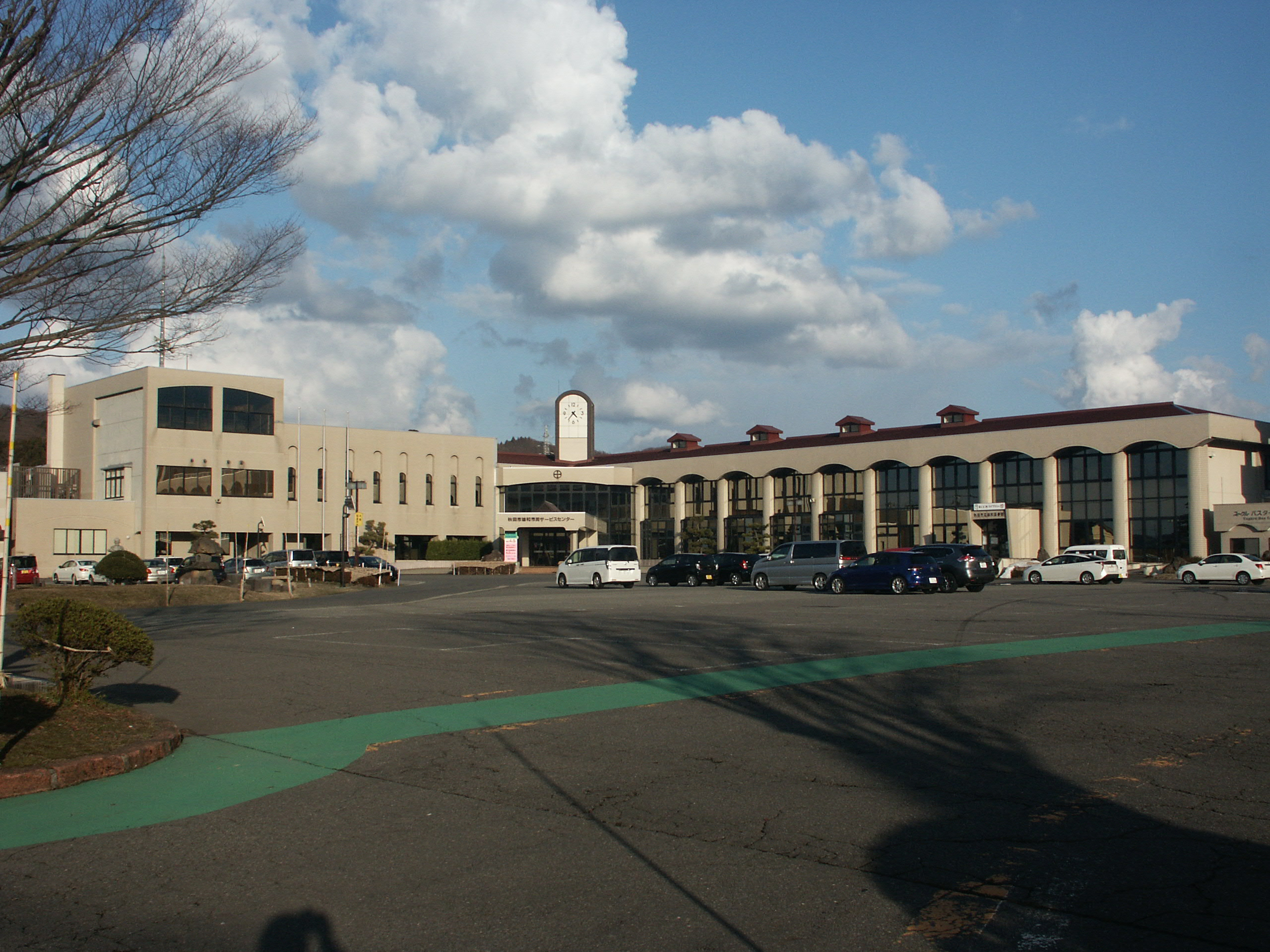
秋田市役所雄和市民サービスセンター庁舎
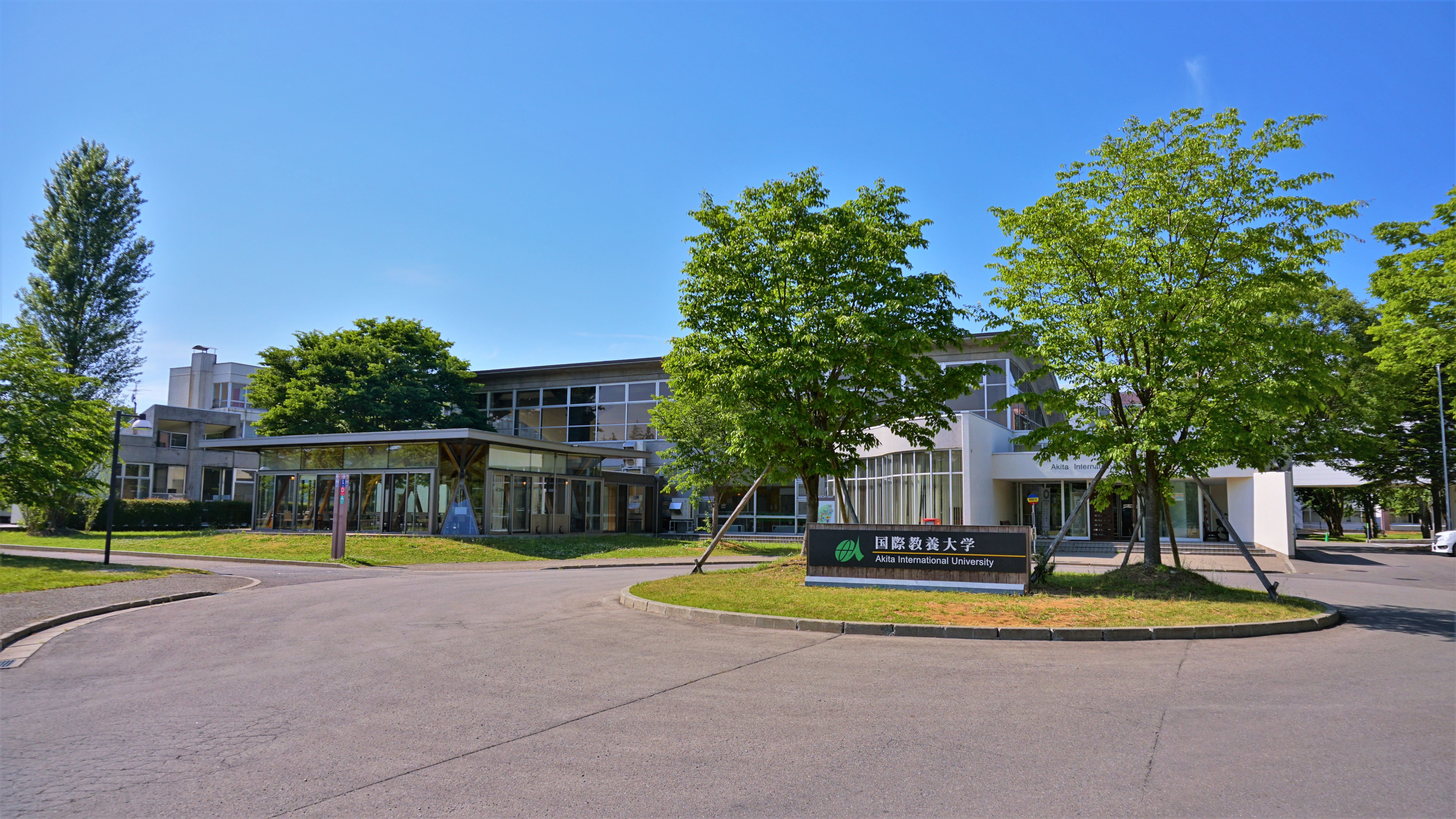
国際教養大学
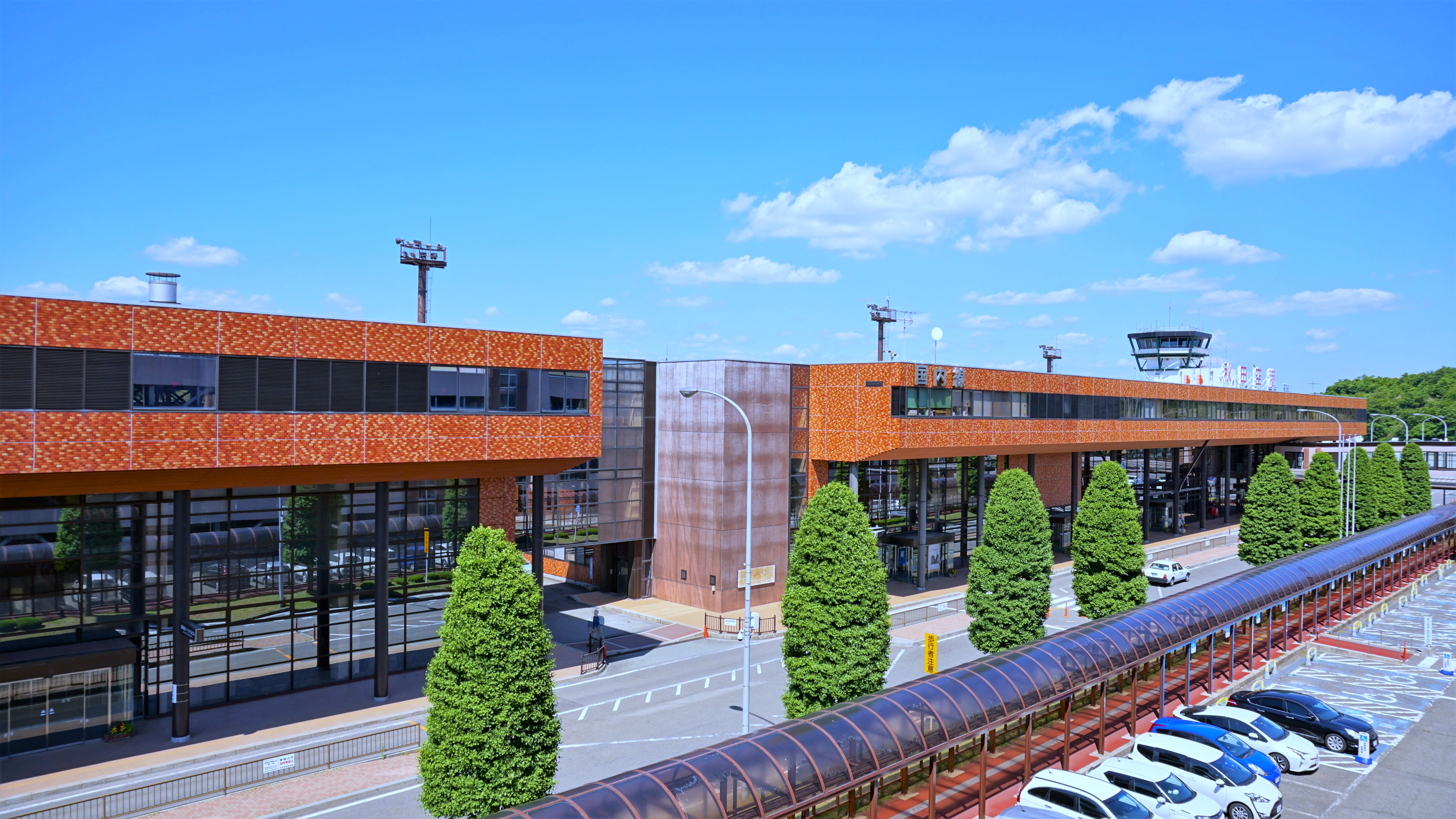
秋田空港
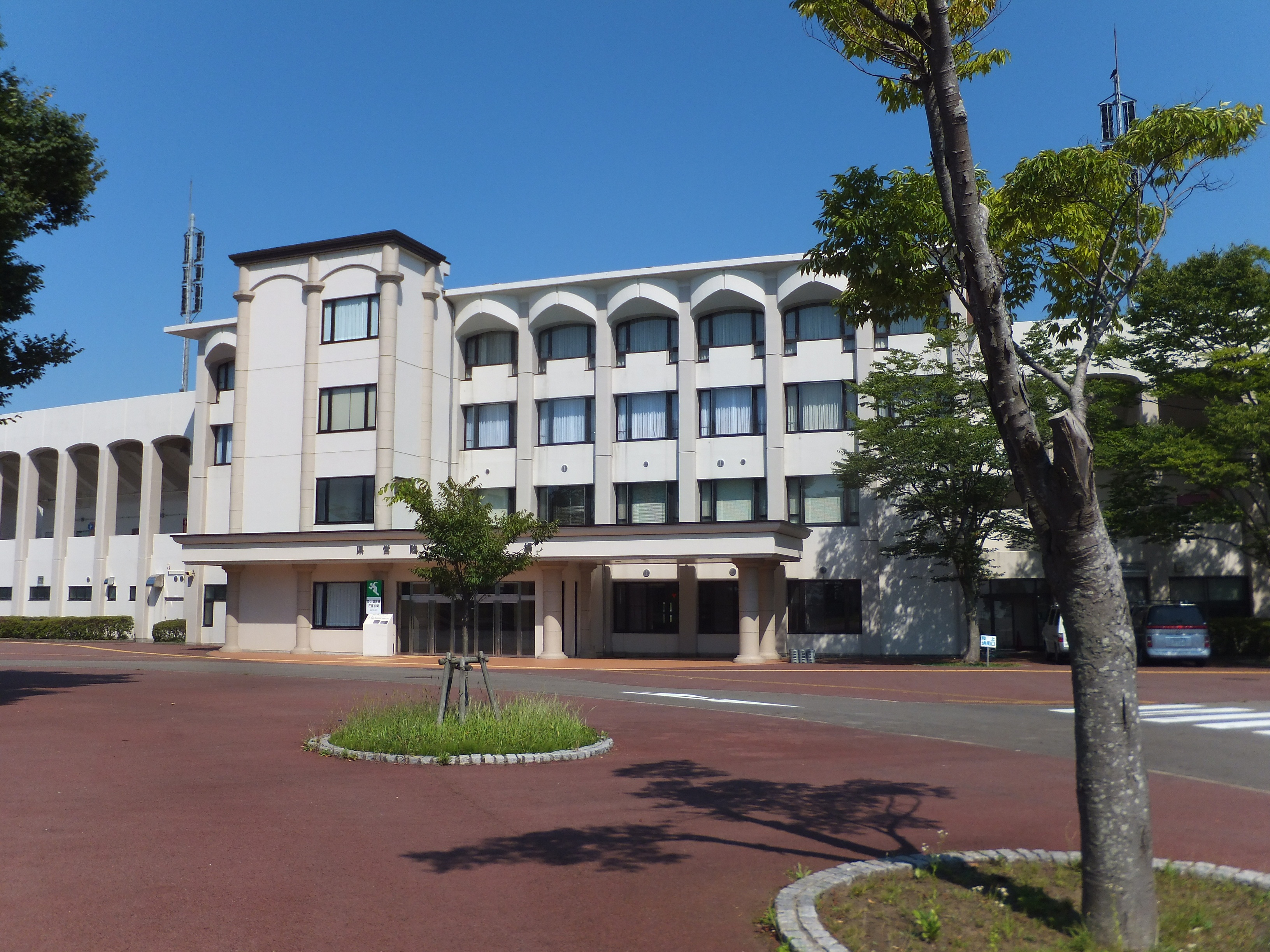
秋田県立中央公園
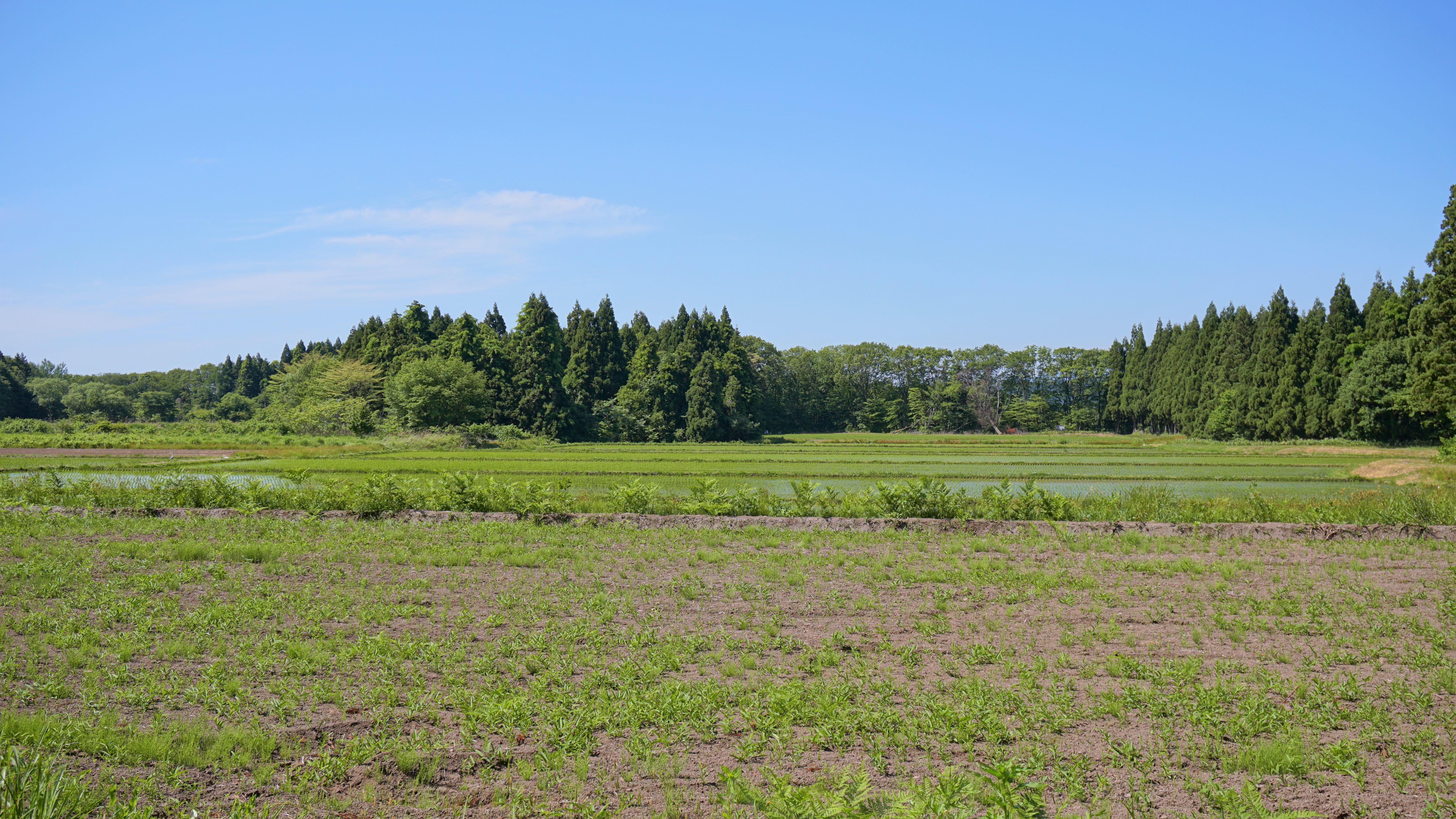
椿台城址
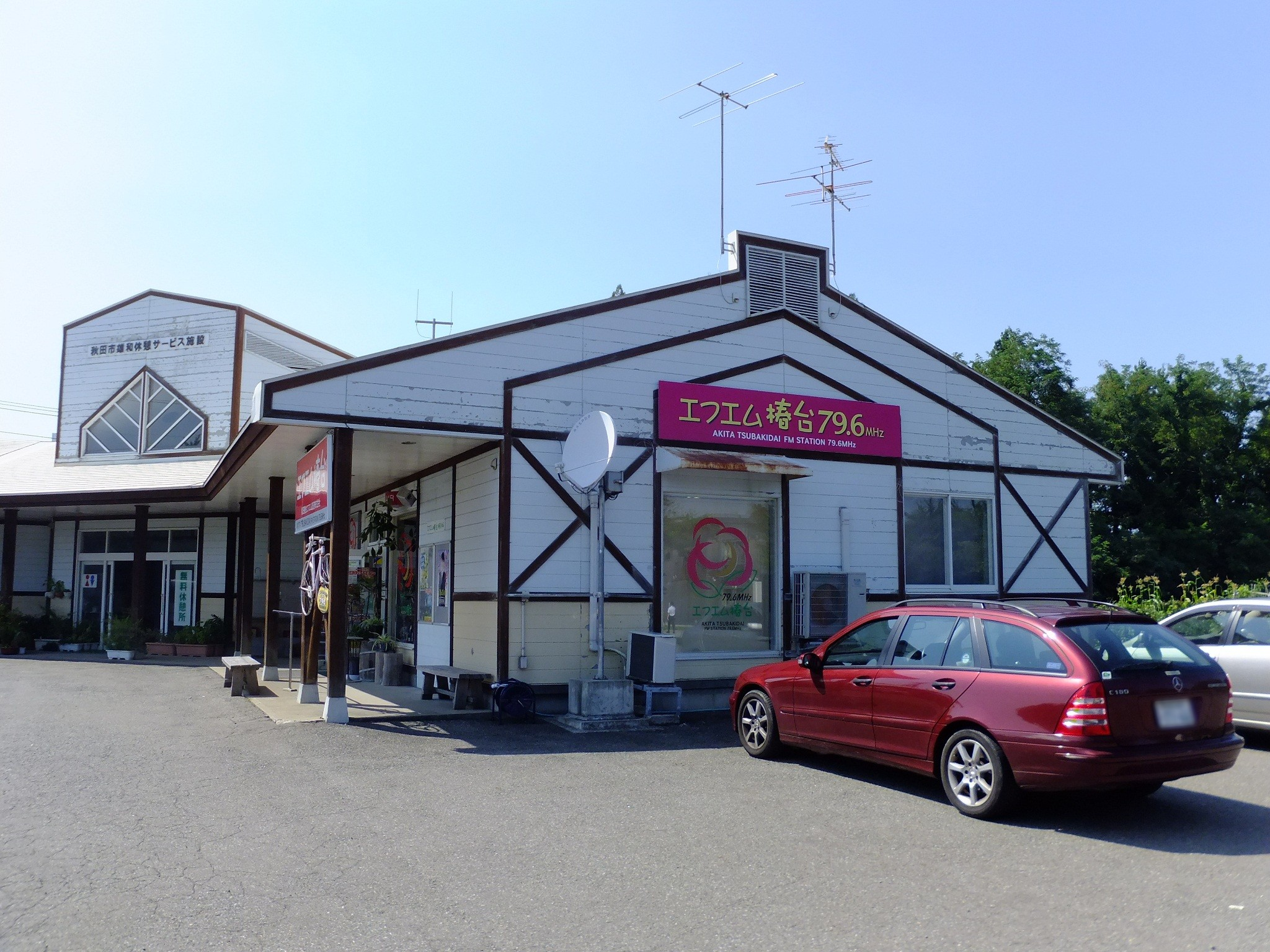
エフエム椿台
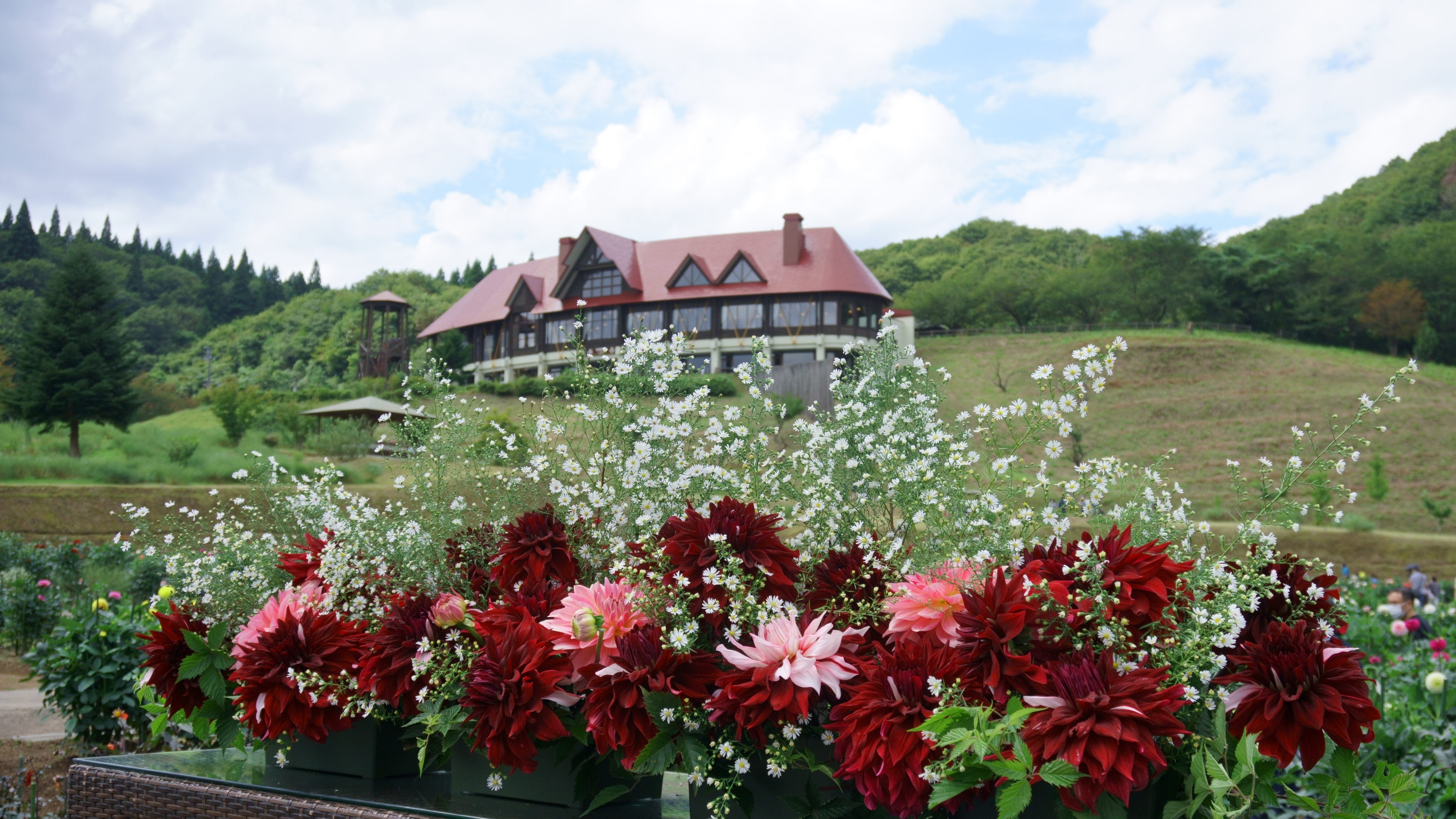
秋田国際ダリア園
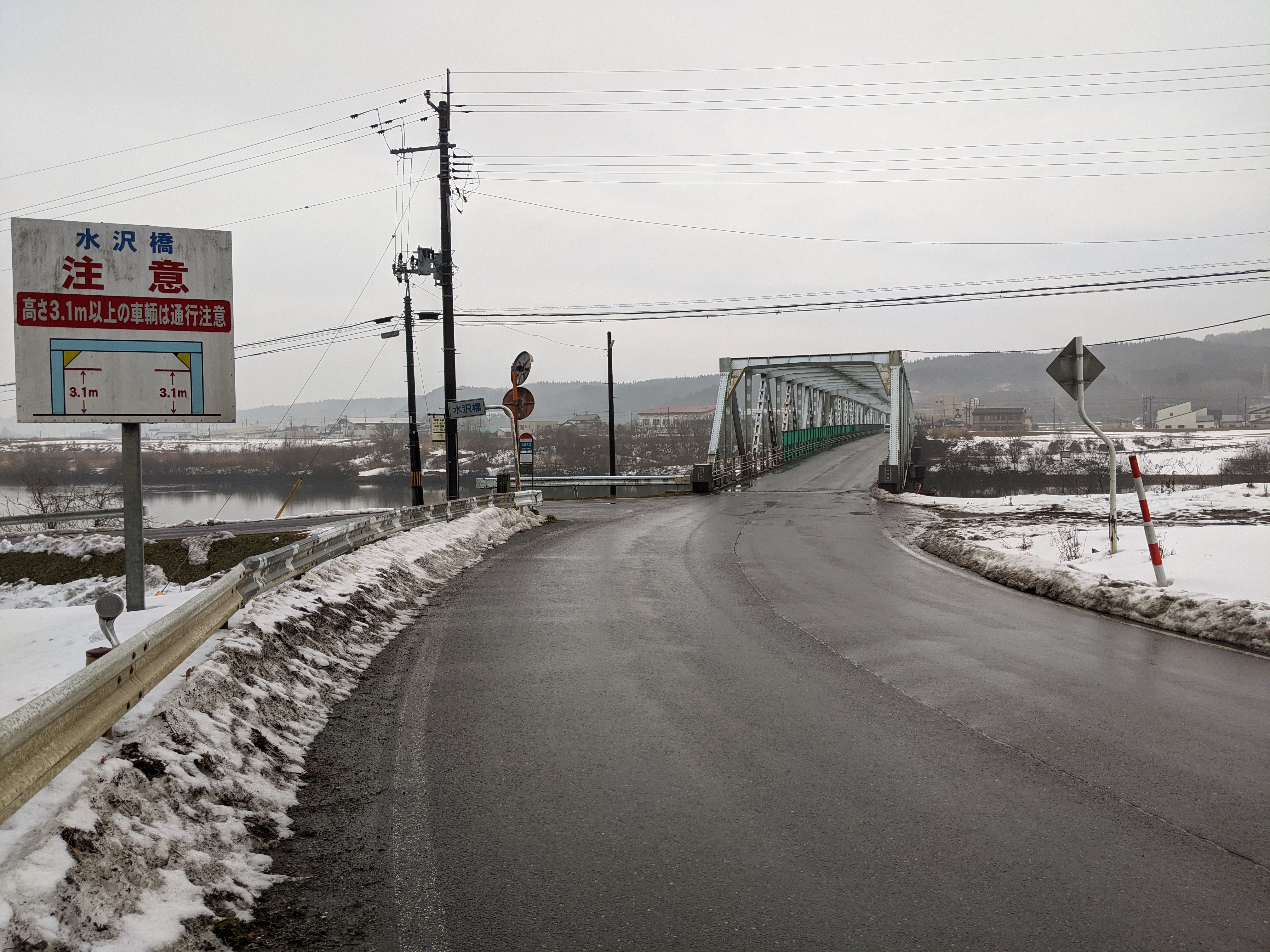
水沢橋
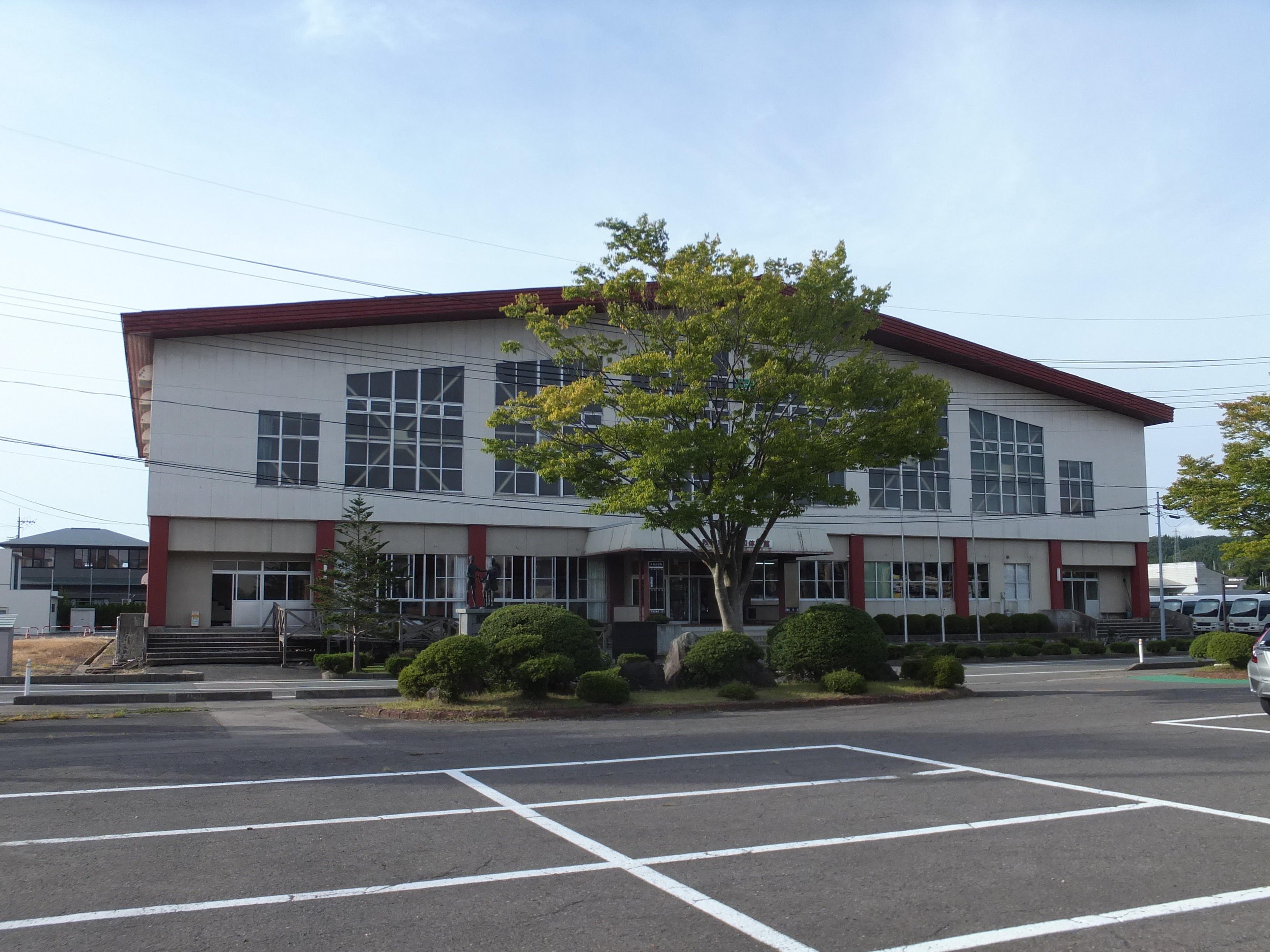
秋田市立雄和体育館
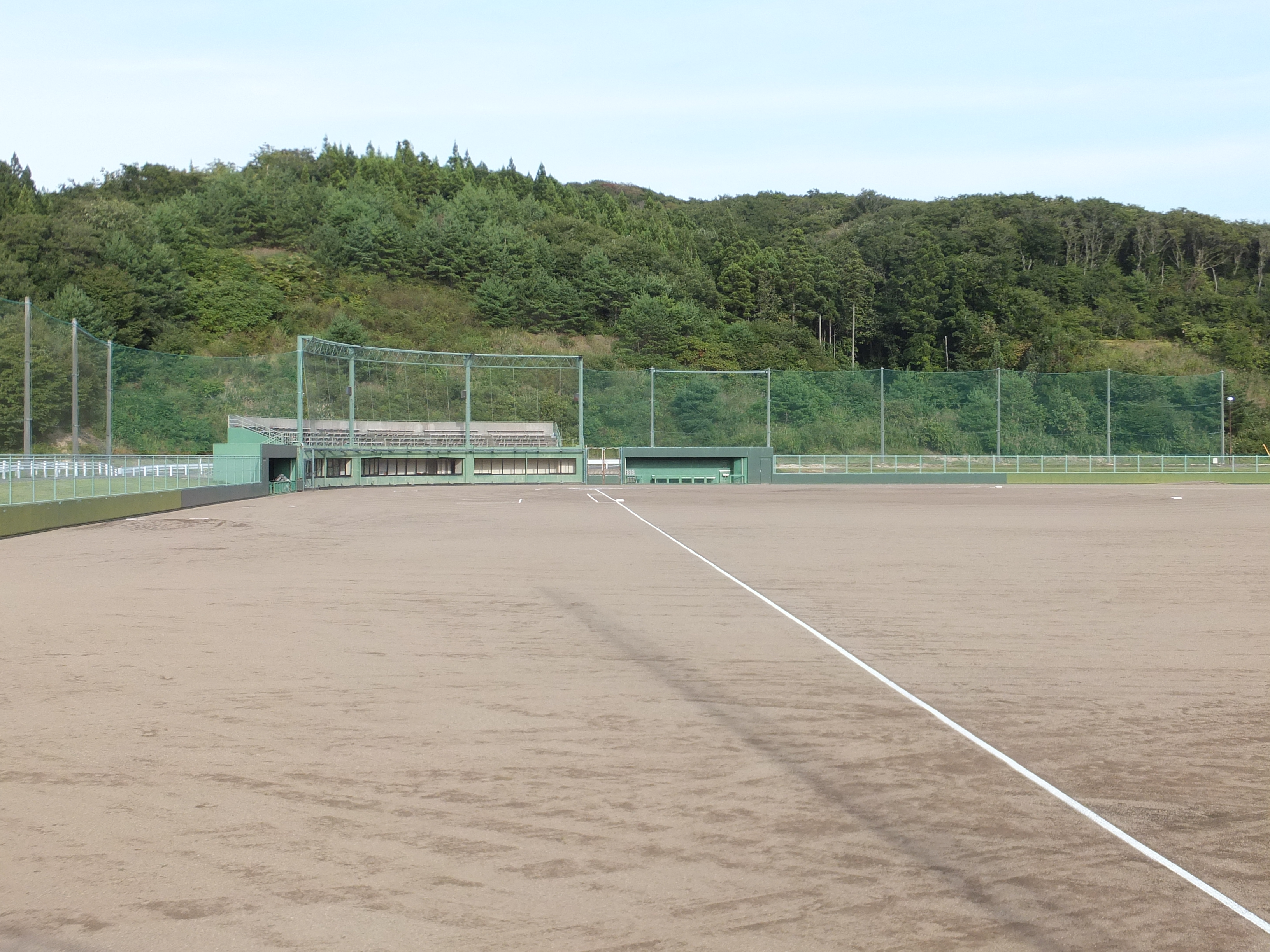
秋田市雄和花の森野球場